# 산타카탈리나섬 (콜롬비아)

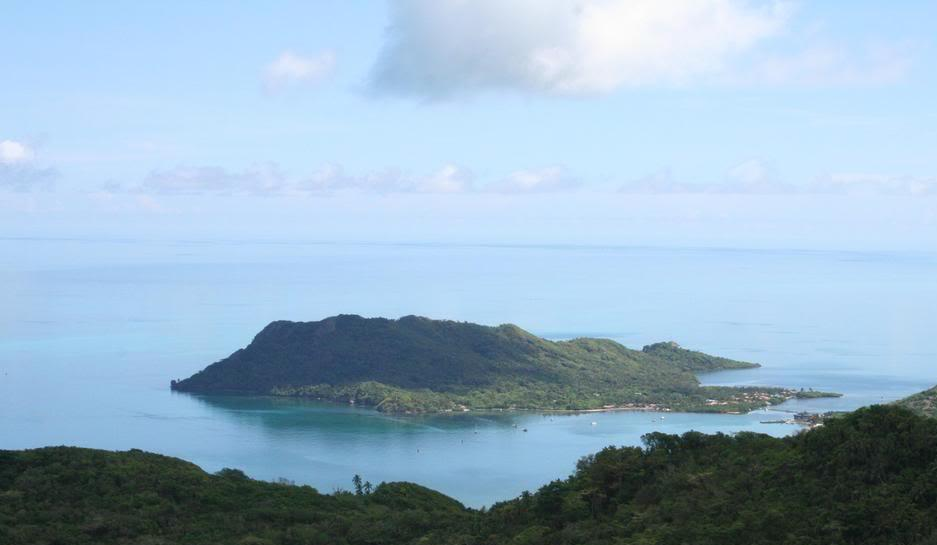
산타카탈리나섬

산타카탈리나섬(Santa Catalina Island)은 콜롬비아 산안드레스이프로비덴시아주에 위치한 작은 섬이다. 프로비덴시아섬 북쪽에 바로 위치하고 있다.